# Nieznajomy (singel)
Nieznajomy – drugi singel z debiutanckiej płyty Dawida Podsiadło, Comfort and Happiness. Przedpremierowo Podsiadło wykonał ten utwór podczas pierwszego odcinka trzeciej edycji programu X Factor. Wersja anglojęzyczna singla to utwór „Little Stranger”, znajdujący się na albumie Comfort and Happiness.
W 2018 nową wersję utworu w folkowym brzmieniu nagrał zespół Tulia, wydając ją jako drugi singel promujący album Tulia.

## Teledysk
Teledysk został zrealizowany przez Jacka Kościuszkę. Obraz opublikowano w serwisie Vevo 5 lipca 2013 roku. Reżyser, a zarazem scenarzysta, powiedział o wideoklipie: 

Teledysk zrealizowany niejako w opozycji do poprzedniego "Trójkąty i kwadraty", głównie ze względu na przekaz i wyraz emocjonalny. Teledysk nie zawiera typowego montażu. Opiera się on na jednym konkretnym, opracowanym ujęciu Dawida w połączeniu z wcześniej przygotowaną projekcją. Założeniem było skupienie widza na emocjach i osobie Podsiadły, który sam w sobie jest ilustracją tego utworu.

## Notowania
| Notowanie                                          | Najwyższa pozycja |
| -------------------------------------------------- | ----------------- |
| Lista Przebojów Programu Trzeciego Polskiego Radia | 1                 |
| Lista Przebojów Radia Katowice                     | 1                 |
| Lista Przebojów Uwuemka                            | 1                 |
| Lista Przebojów Radia Merkury                      | 3                 |
| Lista przebojów RagaTop                            | 3                 |
| Szczecińska Lista Przebojów                        | 3                 |
| Złota Trzydziestka Radia Koszalin                  | 4                 |
| Hit Port – Radio Weekend                           | 7                 |
| Index Lista                                        | 8                 |
| Lista Przebojów Radia Zet                          | 10                |